# Alfeizerão

Lage des Landkreises Alcobaça

Alfeizerão ist eine portugiesische Stadt (Vila) im südlichen Teil des Kreises Alcobaça, im Distrikt Leiria und in der historischen Provinz Estremadura gelegen. Sie grenzt an die Kreise Nazaré und Caldas da Rainha an. Sie hat 3669 Einwohner (Stand 19. April 2021) und erstreckt sich über eine Fläche von 28,0 km. Sie geht unmittelbar auf eine maurische Gründung im Jahre 717 zurück, ihre Wurzeln reichen aber in römische und keltische Zeiten. Ihr jetziger Name kommt mit hoher Wahrscheinlichkeit aus dem Arabischen und wurde von al-ḫayzurān (الخَيْزُرَان) abgeleitet, was in etwa 'Bambus', 'Schilfrohr', 'Schilfdickicht' bedeutet. Alfeizerão liegt heute im Binnenland etwa vier Kilometer vom Meer entfernt, war aber bis im 17. Jahrhundert ein Hafen an einer nach ihr benannten großen Lagune. Sie besaß ein wahrscheinlich von den Mauren errichtetes Kastell, das beim Erdbeben von Lissabon im Jahre 1755 zerstört wurde. Alfeizerão war eine der 13 Städte der Coutos de Alcobaça, dem Herrschaftsgebiet der Abtei von Alcobaça, das der erste portugiesische König, Afonso Henriques, 1153 dem Abt der französischen Abtei Clairvaux Bernhard von Clairvaux geschenkt hatte.

## Bis zu den Mauren
Die Lagune von Alfeizerão erstreckte sich von der heute bei São Martinho do Porto noch vorhandenen 900 m mal 1400 m großen Lagune etwa 3 km bis nach Alfeizerão und seitlich (parallel zur Küste verlaufend) nach Süden etwa 10 km bis vor Caldas da Rainha. Diese Lagune fand ihre erste schriftliche Erwähnung bereits bei dem römischen Schriftsteller und Poeten Rufio Festo Avieno in seinem Werk Orla Maritima um 350 n. Chr. Lange Zeit hat man vermutet, dass die ursprünglich gallisch-keltische Stadt Eburobriga, die die Römer dann Eburobritium nannten, an der Lagune von Alfeizerão gelegen habe, bis 1995 geklärt wurde, dass sich diese Stadt etwa 20 km südlich von Alfeizerão bei Óbidos befunden haben muss. Aus der Region soll der Lusitaner Viriatus stammen, der die Bewohner Lusitaniens in dem anfänglich siegreich verlaufenen, dann letztlich doch verlorenen Lusitanischen Krieg von 155 bis 138 v. Chr. gegen die Römer angeführt hat. Die Figur des Viriatus taucht aber auch in den Legenden anderer lusitanischer Regionen auf. Neuere Theorien nehmen nun an, dass bei Alfeizerão die römische Stadt Araducta gelegen habe. Von den Westgoten, vermutlich seit der zweiten Hälfte des 6. Jahrhunderts in dieser Gegend, gibt es Spuren in Form der in der Nachbargemeinde Famalicão liegenden Kirche von São Gião. Vereinzelt wird auch die Theorie vertreten, dass das Kastell von Alfeizerão bereits von den Westgoten errichtet worden sei.

## Zeit der Mauren
Die Mauren nahmen von der Lagune sogleich nach ihrer Eroberung der iberischen Halbinsel im Jahre 711 Besitz und errichteten ab 717 das Kastell von Alfeizerão, was auch als Gründungsdatum der Stadt gilt. Von dort aus und den benachbarten Kastellen in Alcobaça sowie Óbidos beherrschten die maurischen Alcaiden die Gegend. Alfeizerão war unter den Mauren Kreis- und Gerichtsstadt und besaß eine Moschee, vermutlich im Bereich der heutigen Pfarrkirche. Bei seinen von Norden nach Süden erfolgenden Befreiungskämpfen besiegte König Afonso Henriques 1147 die Mauren in Alfeizerão und nahm das Kastell ein. Einer Sage nach habe sich am Morgen der Einnahme der Burg sein Besitzer, der Emir Aben Hassan, zusammen mit seiner Tochter Zaira von den Mauern in den Tod gestürzt, nach anderer Erzählung habe sich Zaira nachts mit einem christlichen Ritter eingelassen und sei deswegen von ihrem Vater am nächsten Morgen von den Mauern gestoßen worden, bevor ihr Vater ihr gefolgt sei. Das Kastell wurde später von verschiedenen portugiesischen Königen bei Besuchen dieses Gebietes genutzt.

## Hafen der Abtei von Alcobaça

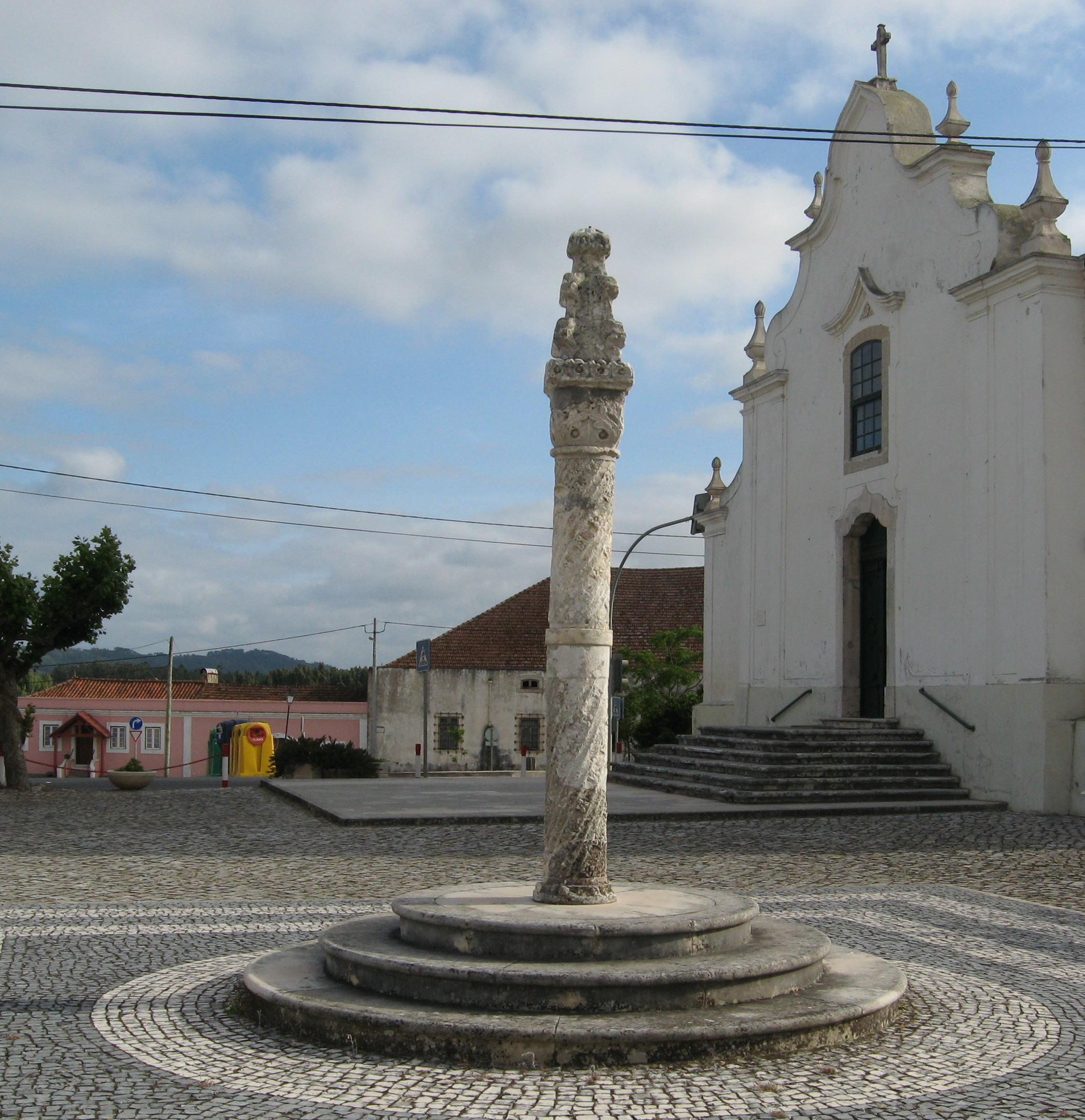
Schandpfahl von 1514 vor der Kirche

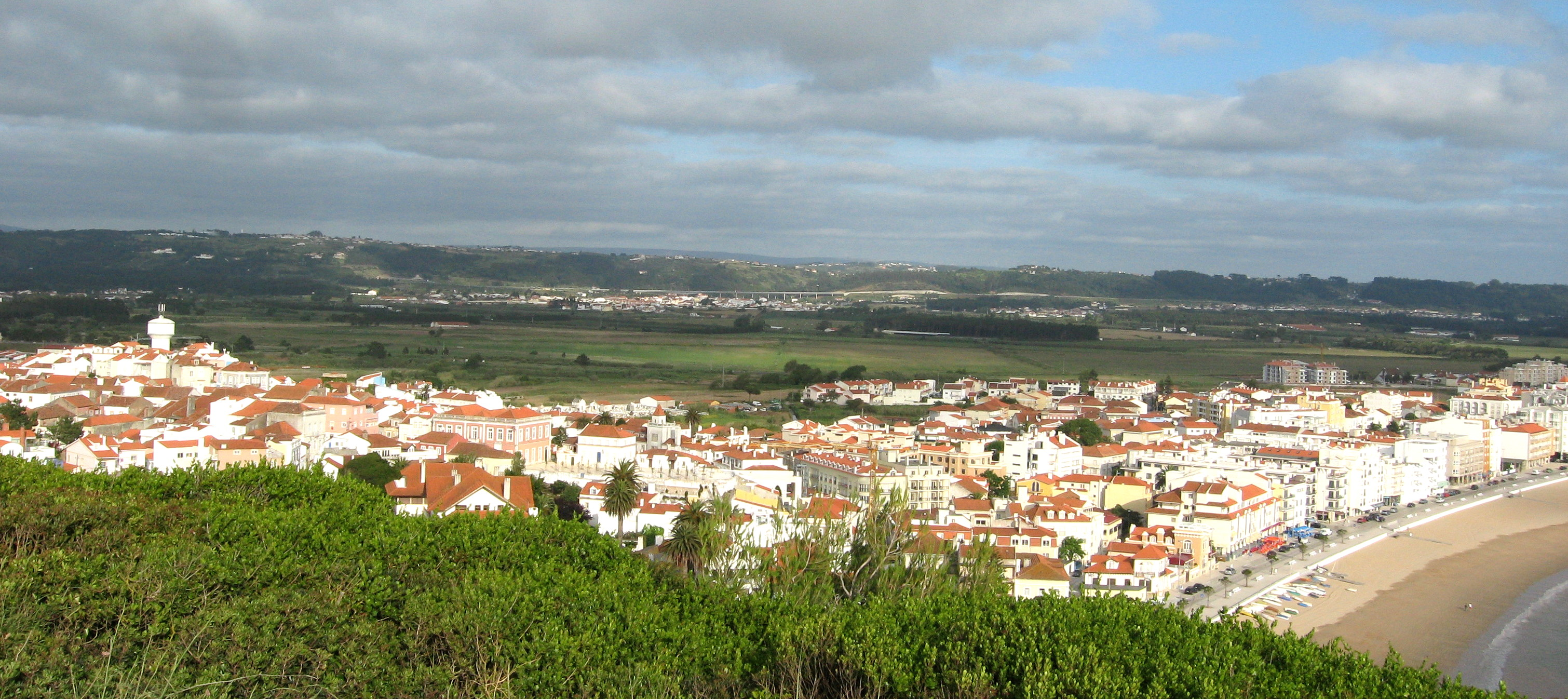
Ehemalige Lagune mit Alfeizerão (Blick von São Martinho aus)

Im Jahre 1153 wurde das Gebiet zwischen Leiria und Óbidos von König Afonso Henriques dem Zisterzienserorden in Clairvaux geschenkt, der in Alcobaça die gleichnamige Abtei gründete. Zum Herrschaftsgebiet der Abtei gehörte auch ein Teil der Lagune von Alfeizerão und damit ebenso Alfeizerão, das von den Mönchen als Hafen genutzt wurde. 1332 erhielt Alfeizerão von der Abtei den Freibrief. 1514 erweiterte König Manuel I. die Selbständigkeit und gab auch Alfeirezão wie den anderen Städten der Coutos de Alcobaça ein neues Stadtstatut, das u. a. eine eigene niedere Gerichtsbarkeit gewährte. Damals erhielten alle Städte Schandpfähle (Pelourinhos), die das Wappen der Abtei trugen und deren weiter bestehende Jurisdiktion symbolisierten. Der Pelourinho von Alfeizerão wurde nach dem Ende der Herrschaft der Abtei infolge der staatlichen Schließung der Klöster in Portugal (1834), wie in einigen anderen Städte der Coutos, geraubt. Er wurde aber 1966 bei Bauarbeiten an der Pfarrkirche wiederentdeckt, neu zusammengesetzt, restauriert und an seinem alten Ort vor der Kirche Igreja de São Jão Baptista, wieder aufgestellt. Die Kirche stammt in ihrer heutigen Form aus dem Jahre 1663. Auf der alten Straße nach Pederneira, dem heutigen Nazaré, die im Mittelalter über eine schmale Landbrücke führte, die die Lagune von Alfeizerão von der Lagune von Pederneira trennte, liegt die aus dem 15./16. Jahrhundert stammende Kapelle des Heiligen Amaro.

## Blüte und Niedergang der Stadt

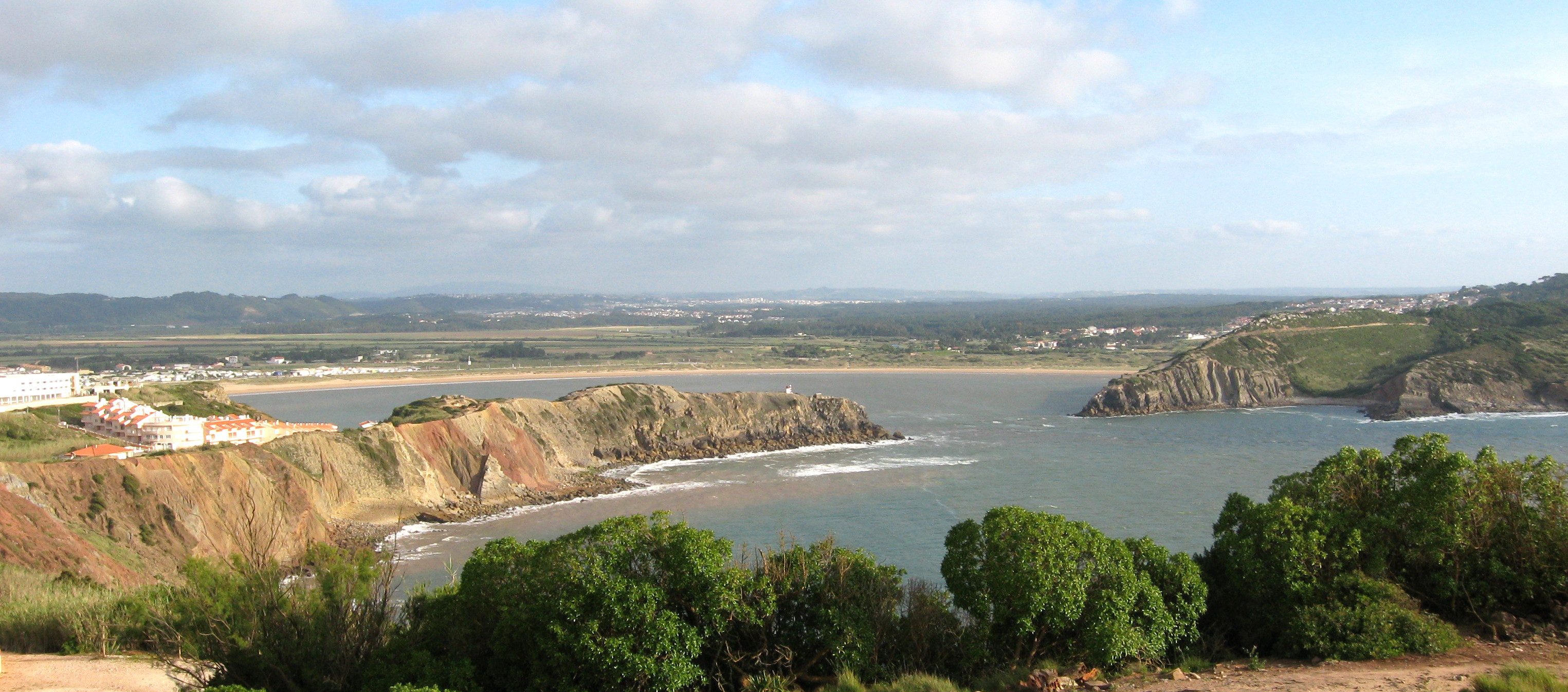
Lagune São Martinho mit ehemaliger Lagune von Alfeizerão

Im 16. und 17. Jahrhundert erlebte Alfeizerão eine neue Blüte, als an den Ufern der Lagune ebenso wie in der anderen am Eingang dieser Lagune liegenden auch zu den Coutos de Alcobaça gehörenden Stadt São Martinho do Porto in großen Schiffswerften hochseestüchtige Schiffe für die portugiesischen Entdeckungsreisen und auch für die königliche Kriegsflotte gebaut wurden. Noch um 1600 wurde berichtet, dass allein im Hafen von Alfeizerão 80 Schiffe ankern konnten. Damals wurde das Erscheinungsbild Alfeizerãos von dem die Lagune überragenden Kastell ebenso wie von einem Turm, dem Torre de Dom Framando, geprägt. Den Turm kennt man nur aus Beschreibungen. Das Kastell wurde bei dem Erdbeben vom 1755 so stark beschädigt, dass heute nur noch nahezu bodengleiche Ruinen übrig sind. Das Grundstück, das diese Reste birgt, befindet sich im Privatbesitz. Nachdem bereits ab Ende des 15. Jahrhunderts der Fischbestand in der Lagune stark zurückgegangen war, fiel im 17./18. Jahrhundert die Lagune trocken, der Hafen verschwand und mit ihm alle Werften. In geologisch rasanter Zeit wandelte sich die Lagune bis auf die nahezu kreisrund scheinende Bucht bei S. Martinho do Porto zur landwirtschaftlich genutzten Fläche.

## Gegenwart
Mit dem Ende der Herrschaft der Abtei von Alcobaça wurde Alfeizerão für einige Jahre ein selbständiger Landkreis, wechselte dann mehrmals die Kreiszugehörigkeit und blieb schließlich ab 1895 bei Alcobaça. Heute lebt die Stadt von der Land- und Viehwirtschaft, der Verarbeitung deren Produkte und deren Handel; hinzutritt noch die Holzverarbeitung und Keramikindustrie. An die maritime Vergangenheit Alfeizerãos erinnert nichts mehr, an die arabischen Zeiten nur noch der Name.